# Warramaba
Warramaba is een geslacht van rechtvleugeligen uit de familie Morabidae. De wetenschappelijke naam van dit geslacht is voor het eerst geldig gepubliceerd in 1976 door Key.

## Soorten
Het geslacht Warramaba omvat de volgende soorten:
- Warramaba picta Key, 1976
- Warramaba virgo Key, 1963